# Brian Sandoval
Pour les articles homonymes, voir Sandoval.
Brian Sandoval, né le 5 août 1963 à Redding (Californie), est un avocat et homme politique américain, membre du Parti républicain et gouverneur du Nevada de 2011 à 2019.

## Biographie

### Premiers engagements publics
Avocat formé à l'université d'État de l'Ohio et à l'université du Nevada à Reno, Brian Sandoval ouvre son cabinet à Reno. Il est élu à l'Assemblée du Nevada pour le 25e district de l'État de 1994 à 1998, succédant à Jim Gibbons. À cette date, à la suite de sa nomination par le gouverneur Bob Miller, il entre à la Commission des jeux du Nevada (Nevada Gaming Commission), dont il prend la présidence l'année suivante et ce jusqu'en 2001.

### Juge fédéral
Élu procureur général d'État avec 58,3 % des voix en 2002, Brian Sandoval prend ses fonctions le 6 janvier 2003. Il démissionne le 26 octobre 2005, jour de son entrée en fonction en tant que juge fédéral pour le district du Nevada, après sa nomination par le président George W. Bush et une très large confirmation au Sénat des États-Unis, par 89 voix contre 0.

### Gouverneur du Nevada
Il démissionne de son poste de juge le 15 septembre 2009 afin de se porter candidat à la primaire républicaine du 9 juin 2010 pour le poste de gouverneur du Nevada. Il bat aisément le sortant Jim Gibbons et gagne l'élection du 2 novembre face à Rory Reid, candidat du Parti démocrate. Il est le premier occupant de la fonction d'origine hispanique.
Il a pour lieutenant-gouverneur Brian Krolicki jusqu'en 2015, puis Mark Hutchison. Facilement réélu en 2014 contre Bob Goodman, il quitte ses fonctions en 2019.
En 2020, il devient président de l'université du Nevada à Reno.

## Historique électoral
| Année | Brian Sandoval | Démocrate | Libertarien | Vert   | AIP    | Indépendants |
| ----- | -------------- | --------- | ----------- | ------ | ------ | ------------ |
| Année |                |           |             |        |        |              |
| 2010  | 53,56 %        | 41,61 %   | 0,65 %      | 0,62 % | 0,71 % | 1,34 %       |
| 2014  | 70,58 %        | 23,88 %   | —           | —      | 2,66 % | —            |

## Sources
- (en) Cet article est partiellement ou en totalité issu de l’article de Wikipédia en anglais intitulé « Brian Sandoval » (voir la liste des auteurs).

1. ↑  (en) PN258 — Brian Edward Sandoval — The Judiciary, Congrès des États-Unis.
2. ↑  (en) About the President | Office of the President, Université du Nevada à Reno.
3. ↑  (en) « Governor - History », sur www.ourcampaigns.com (consulté le 3 février 2017).